# ماتياس كوردوبا (لاعب كرة قدم)
ماتياس كوردوبا (بالإسبانية: Matías Córdoba)‏ هو لاعب كرة قدم أرجنتيني في مركز الهجوم، ولد في 16 أبريل 1994 في مدينة سان بيدرو دي خوخوي في الأرجنتين. لعب مع خميناسيا خوخوي.

## وصلات خارجية
- ماتياس كوردوبا (لاعب كرة قدم) على موقع قاعدة بيانات كرة القدم.إي يو (الإنجليزية)
- ماتياس كوردوبا (لاعب كرة قدم) على موقع Soccerway.com (الإنجليزية)